# Antheua mixta
Antheua mixta är en fjärilsart som beskrevs av Antonius Johannes Theodorus Janse 1920. Antheua mixta ingår i släktet Antheua och familjen tandspinnare. Inga underarter finns listade i Catalogue of Life.